# Opilo
Opilo là một chi bọ cánh cứng trong phân họ Clerinae, thuộc họ Cleridae.

## Các loài
Phân loại Error: unrecognised source.
- Opilo abeillei Korge, 1960
- Opilo barbarus (Abeille de Perrin, 1893)
- Opilo cilicicus Hintz, 1902
- Opilo difficilus Schenkling, 1912
- Opilo domesticus (Sturm, 1837)
- Opilo formosanus Schenkling, 1912
- Opilo mityatakei Yoshimichi, 2004
- Opilo mollis (Linnaeus, 1758)
- Opilo orocastaneus Zappi & Pantaleoni, 2010
- Opilo pallidus (Olivier, 1795)
- Opilo sordidus Westwood, 1852
- Opilo taeniatus (Klug, 1842)
- Opilo tilloides (Chevrolat, 1876)
- Opilo triangulus Schenkling, 1902

Phân loại Error: unrecognised source.
- Opilo domesticus (Sturm, 1837)
- Opilo mollis (Linnaeus, 1758)